# آندری خاریتونوف
آندری خاریتونوف (روسی: Андре́й И́горевич Харито́нов؛ ۲۵ ژوئیهٔ ۱۹۵۹ – ۲۳ ژوئن ۲۰۱۹) بازیگر، کارگردان، و بازیگر تلویزیون اهل اتحاد جماهیر شوروی سوسیالیستی بود. وی بین سال‌های ۱۹۸۰ تا ۲۰۱۹ میلادی فعالیت می‌کرد.